# Nazila Maroufian
Nazila Maroufian (persa: نازیلا معروفیان) (Sakkiz, 20 de maig de 2000) és un activista política, periodista i expresa política kurda de l'Iran, que treballa pel mitjà de comunicació Roydad 24.
Maroufian va ser detinguda i alliberada diverses vegades des de l'inici de les protestes després de la mort de Mahsà Aminí el setembre de 2022. Des del setembre de 2023 va ser retinguda a la presó d'Evin. La primera detenció va ser per haver entrevistat el pare de Mahsà Aminí sobre els detalls de la mort de la seva filla.

## Trajectòria

### Orígens
Nascuda a Sakkiz i resident a Teheran, es llicencià a la Universitat Allameh Tabatabai i treballà com a reportera a Event 24 i Mostaghel Online.

### Primera detenció i empresonament
El 14 d'octubre de 2022 va publicar una entrevista amb Amjad Aminí, el pare de Mahsà Aminí. Després d'això, va informar que estava sent amenaçada de detenció per les Forces Armades de l'Iran. També va tuitejar: «Finalment, vaig publicar l'entrevista al pare de Mahsà Aminí. M'agradaria agrair als mitjans de comunicació de "Mostaghel Online" la publicació d'aquesta entrevista. Un altre punt és que ni tinc la intenció de suïcidar-me ni qualsevol malaltia subjacent En aquest fil de tuit, escriuré els punts importants d'aquesta entrevista». A l'entrevista, Amjad Aminí va dir que el metge forense adjunt li havia dit que escriuria «el que sigui pel bé del país» sobre la mort de la seva filla.
El 30 d'octubre de 2022 va ser arrestada i traslladada al centre de detenció 209 de la presó d'Evin. El 4 de gener de 2023 estava prevista com a data per ser jutjada però degut al seu mal estat de salut, causat per dos infarts de miocardi lleus, es va haver d'ajornar. El 28 de gener de 2023 va anunciar que havia estat condemnada pel tribunal presidit pel jutge Afshari a dos anys de presó, cinc anys d'arrest domiciliari i una multa de 15 milions de tomans.

### Acomiadament de la feina
El maig de 2023, Maroufian va anunciar que l'havien acomiadat del seu lloc de treball per narrar l'abusos sexuals comesos per un agent de la unitat especial. Va descriure aquestes accions per suïcidar-se o escapar i va declarar que es quedaria a l'Iran sota qualsevol circumstància.

### Detenció posterior
El 8 de juliol de 2023 va ser arrestada de nou per desafiar la llei obligatòria del hijab de l'Iran i va ser traslladada a la presó d'Evin. Abans d'això, les forces d'intel·ligència van entrar a casa seva i li van confiscar l'ordinador portàtil i el telèfon, van escorcollar la seva casa i van ordenar que el 8 de juliol declarés davant de fiscalia. Després de la nova detenció, el Comitè per a la Protecció dels Periodistes va emetre un comunicat el 12 de juliol de 2023 en què va condemnar la seva detenció i va exigir la seva llibertat incondicional.
El 24 d'agost de 2023 va ser arrestada per quarta vegada després de donar suport a Mehdi Yarrahi, un altre activista i músic iranià.

### Sortida forçada de l'Iran
Maroufian va manifestar que els agents del govern iranià que l'havien arrestat l'havien agredit sexualment durant la seva darrera detenció. També va anar de l'Iran al Kurdistan iraquià i d'allà a França perquè els agents del govern de l'Iran havien dit a la seva mare que la matarien.